# Okręg wyborczy nr 31 do Sejmu Rzeczypospolitej Polskiej (1991–1993)
Okręg wyborczy nr 31 do Sejmu Rzeczypospolitej Polskiej (1991–1993) obejmował województwo tarnowskie. W ówczesnym kształcie został utworzony w 1991. Wybieranych było w nim 7 posłów w systemie proporcjonalnym.
Siedzibą okręgowej komisji wyborczej był Tarnów.

## Wybory parlamentarne 1991
Głosowanie odbyło się 27 października 1991.
| Komitet wyborczy                                      | Komitet wyborczy                                                  | Głosów | %     | Mandaty | Wybrani posłowie   |
| ----------------------------------------------------- | ----------------------------------------------------------------- | ------ | ----- | ------- | ------------------ |
|                                                       | Ludowe Porozumienie Wyborcze „Piast”                              | 42 031 | 19,16 | 1       | Władysław Żabiński |
|                                                       | Porozumienie Obywatelskie Centrum                                 | 28 928 | 13,19 | 1       | Janusz Choiński    |
|                                                       | Unia Demokratyczna                                                | 25 061 | 11,42 | 1       | Gwidon Wójcik      |
|                                                       | Konfederacja Polski Niepodległej                                  | 23 883 | 10,89 | 1       | Leszek Golba       |
|                                                       | Partia Chrześcijańskich Demokratów                                | 17 855 | 8,14  | 1       | Wiesław Klisiewicz |
|                                                       | Wyborcza Akcja Katolicka                                          | 15 458 | 7,05  | 1       | Mariusz Grabowski  |
|                                                       | Sojusz Lewicy Demokratycznej                                      | 11 365 | 5,18  | 1       | Czesław Sterkowicz |
|                                                       | Kongres Liberalno-Demokratyczny                                   | 10 623 | 4,84  | –       |                    |
|                                                       | Wojewódzki Komitet Obywatelski                                    | 9704   | 4,42  | –       |                    |
|                                                       | Chrześcijańska Demokracja                                         | 6461   | 2,95  | –       |                    |
|                                                       | Stronnictwo Demokratyczne                                         | 5900   | 2,69  | –       |                    |
|                                                       | Polska Partia Przyjaciół Piwa                                     | 5497   | 2,51  | –       |                    |
|                                                       | Porozumienie Obywatelskie przy Delegaturze „S”                    | 4501   | 2,05  | –       |                    |
|                                                       | Unia Polityki Realnej                                             | 3288   | 1,50  | –       |                    |
|                                                       | Blok Ludowo-Chrześcijański                                        | 2508   | 1,14  | –       |                    |
|                                                       | Koalicja Polskiej Partii Ekologicznej i Polskiej Partii Zielonych | 1617   | 0,74  | –       |                    |
|                                                       | Polska Partia Ekologiczna – Zieloni                               | 1485   | 0,68  | –       |                    |
|                                                       | Zdrowa Polska - Sojusz Ekologiczny                                | 1398   | 0,64  | –       |                    |
|                                                       | Partia Wolności                                                   | 1320   | 0,60  | –       |                    |
|                                                       | Polski Związek Zachodni                                           | 470    | 0,21  | –       |                    |
| Frekwencja: 50,28% Źródło: Państwowa Komisja Wyborcza |                                                                   |        |       |         |                    |